# Kaysha
Edward Mokolo Jr., meglio noto come Kaysha (/keʃa/ o /kejʃa/; Kinshasa, 22 gennaio 1974), è un cantante e rapper della Repubblica Democratica del Congo.

## Stile ed influenze
Si occupa prevalentemente di rap e musica afro-caraibica, ma il suo stile è definito un mix di kizomba, rumba, zouglou, zouk, calypso, R'n'B e hip-hop. Iniziò come compositore dilettante e divenne famoso dopo aver vinto un concorso di bellezza.

## Discografia
- 1998 - I'm Ready
- 1999 - World Wide Chico
- 2002 - Caribbean Soul
- 2003 - It's All Love
- 2004 - African Bohemian
- 2005 - Grand Maquis
- 2006 - Legendary